# Calopogon tuberosus
La "tuberous grass pink" (Calopogon tuberosus) es una especie de orquídea de hábito terrestre.

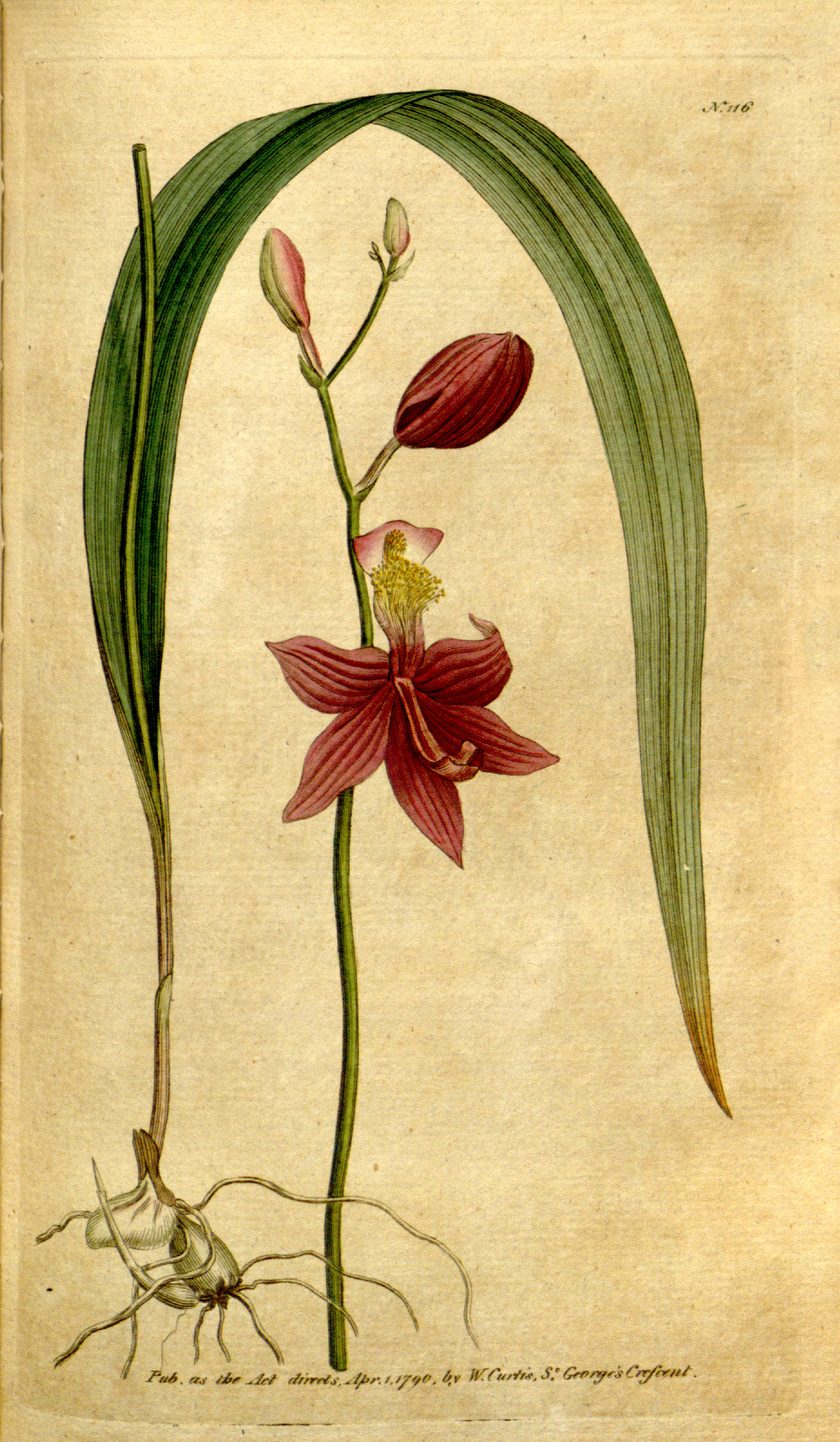
Ilustración

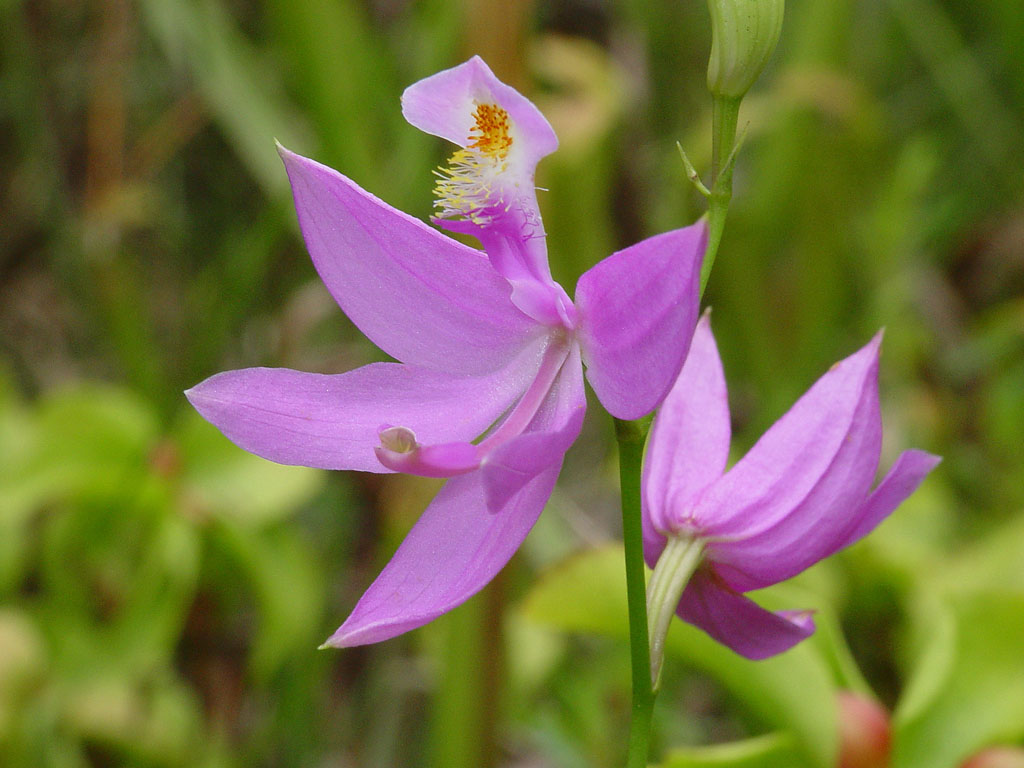
Detalle de la flor

## Distribución y hábitat
Es nativa de Cuba, Bahamas, este de EE. UU. (sudoeste de Texas y Oklahoma al sudeste de Florida, Everglades, nordeste de Maine al noroeste de Minnesota.  Está amenazada por destrucción de hábitat.  En Canadá se halla en las provincias de Nueva Escocia, Ontario y Quebec.

## Descripción
Calopogon, como muchas otras orquídeas, es una especie indicadora de buen avenamiento remanente. Es una herbácea perenne, alcanza 12-45 cm de altura.
Una característica distinguible de esta sp. es que, en contar de  muchas orquídeas, es no resupinada. El ápice de crecimiento de calopogon está en el tope de la flor, no en la base, como es común de  muchos otros géneros. Sus protuberancias amarillas atraen a  polinizadores, pero como no tienen néctar, el insecto trata de irse, entonces la flor se cierra, y en la lucha del insecto por liberase del encierro, toca las partes reproductoras, polinizando la flor en el proceso.

## Taxonomía
Calopogon tuberosus fue descrita por Britton, Sterns & Poggenb. y publicado en Preliminary Catalogue of Anthophyta and Pteridophyta Reported as Growing Spontaneously within One Hundred Miles of New York 52. 1888.
Etimología
Calopogon: nombre genérico que proviene del griego y significa "hermosa barba", en referencia a la agrupación de pelos que adornan el labelo.
tuberosus: epíteto latino que significa "con forma de tubo".
Sinonimia
- Calopogon pulchellus (Salisb.) R.Br. 1813
- Calopogon pulchellus f. latifolius H.St.John 1921
- Calopogon pulchellus var. graminifolius Elliott 1824
- Calopogon pulchellus var latifolius [St. John] Fernald 1946
- Calopogon pulchellus var simpsonii (Sm.) Ames 1904
- Calopogon tuberosus f. niveus P.M.Br. 1995
- Calopogon tuberosus var. latifolius (H.St.John) Boivin 1967
- Calopogon tuberosus var. simpsonii (Small) Magrath 1989
- Cathea pulchella (Salisb.) Salisb. 1812;
- Cathea tuberosum (L.) Morong 1893
- Cymbidium pulchellum Sw.
- Helleborine graminifolia Kuntze 1891;
- Helleborine tuberosa Kuntze 1891
- Limordium pulchellum Salisb. 1796
- Limodorum simpsonii Small 1903
- Limodorum tuberculosum Thouars
- Limodorum tuberosum L. 1753
- Limodorum tuberosum L. var nanum Nieuwl. 1913[3][4][5]